# دانشگاه اروپایی مادرید
دانشگاه اروپایی مادرید (انگلیسی: European University of Madrid)در سال ۱۹۹۵ بنا شده است و به شرکت آموزش آمریکایی لوریت تعلق دارد.